# Australijskie Terytorium Antarktyczne
Australijskie Terytorium Antarktyczne (ang. Australian Antarctic Territory) – część Antarktyki, do której prawa rości sobie Australia. Należą do niego wyspy oraz ląd Antarktydy położony na południe od 60 równoleżnika szerokości południowej oraz między południkami 160°E i 142°02'W oraz 136°11'W i 44°38'E. Na terytorium brak jest stałych mieszkańców, personel baz polarnych wynosi około 450 osób.
Australia jest sygnatariuszem Traktatu Antarktycznego, na mocy którego na kontynencie Antarktydy zawieszona jest działalność wydobywcza i gospodarcza.
Pierwsza australijska stacja w Antarktyce, Mawson Station, została założona 11 lutego 1954.

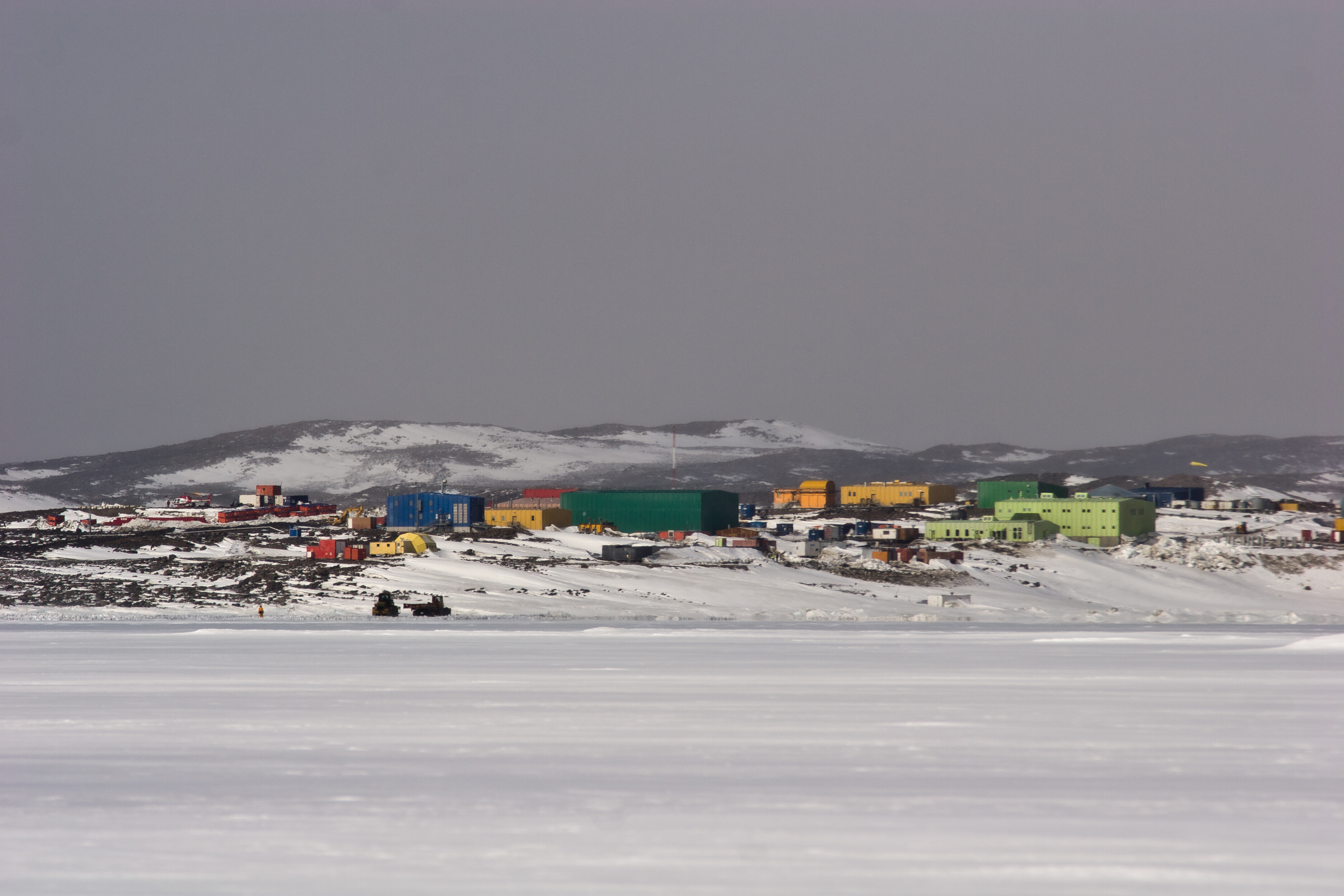
stacja Davis
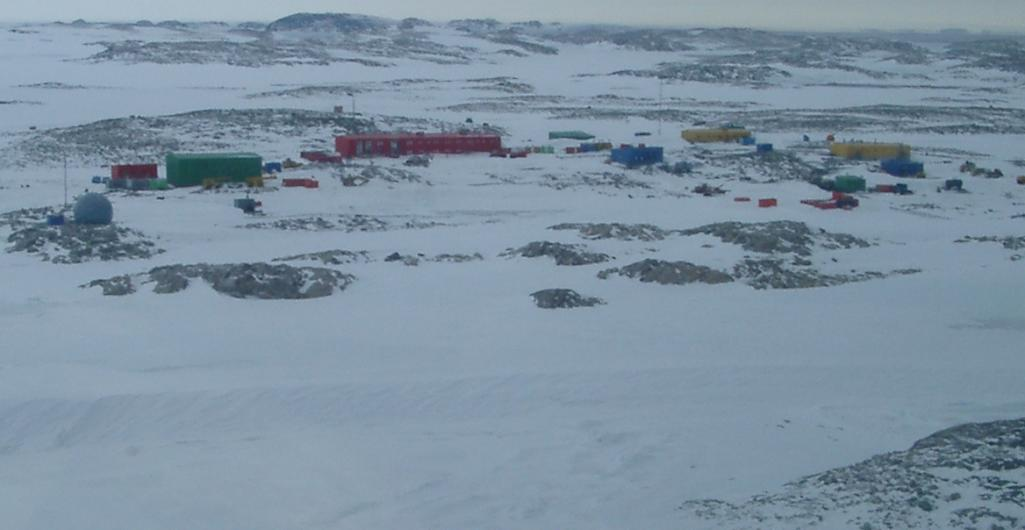
stacja Casey